# Drosophila analspina
Drosophila analspina är en tvåvingeart som beskrevs av Bhagwan Krishna Singh och Nandan Singh Negi 1995. Drosophila analspina ingår i släktet Drosophila och familjen daggflugor. Inga underarter finns listade i Catalogue of Life.
Artens utbredningsområde är Indien.